# Areneños

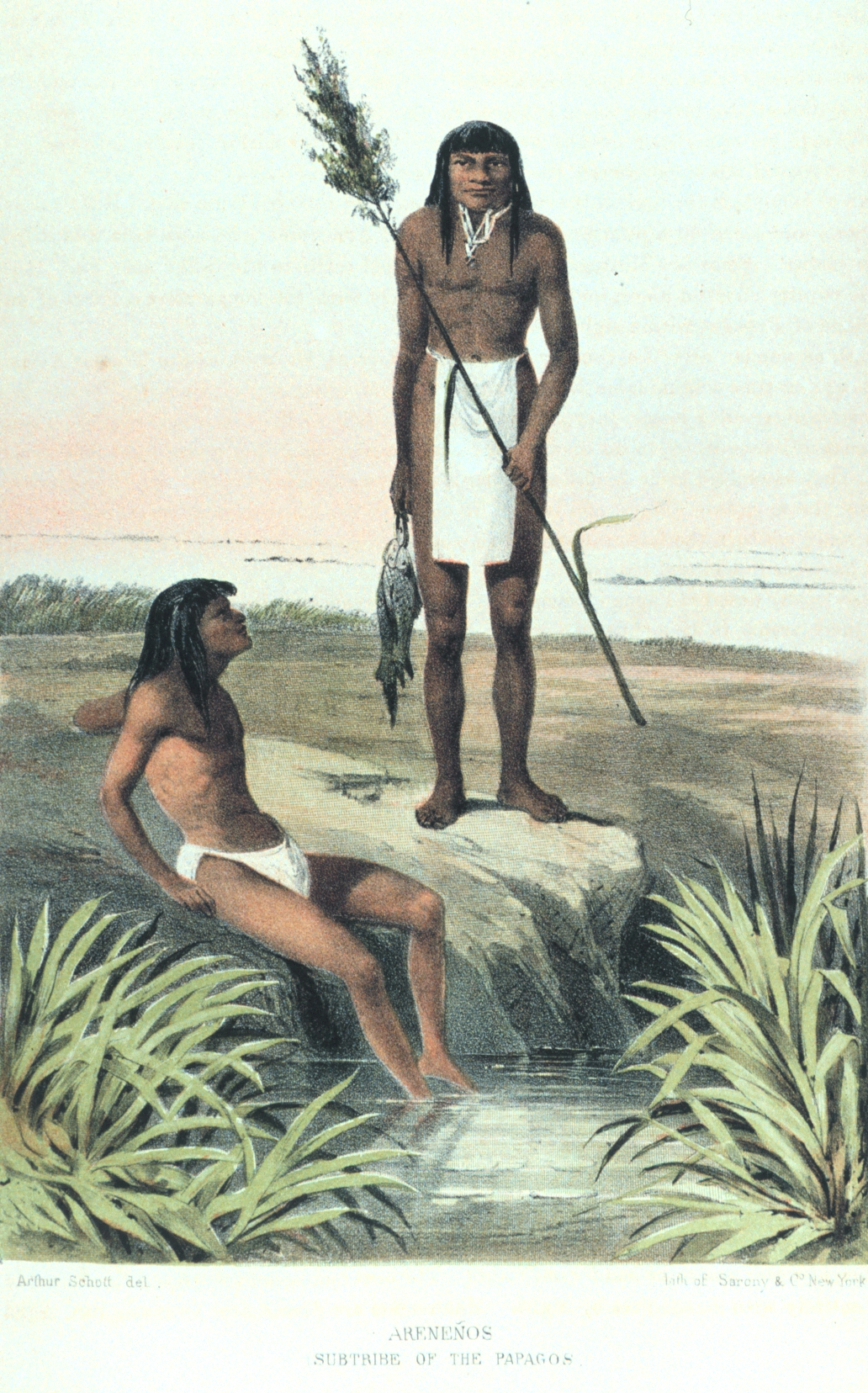
Hombres areneños en una litografía estadounidense del.

Hia c-eḍ o'odham (del idioma pápago: gente de las dunas de arena) conocidos como areneños, pinacateños o pápagos de la arena son un pueblo indígena cuyo territorio corresponde a las zonas áridas en la costa norte del golfo de California. Es una tribu autodenominada, aunque no son reconocidos como un pueblo independiente por el gobierno de Estados Unidos ni por el de México. 
Los areneños comparten escasos rasgos culturales con los pueblos o´dham, pimas y pápagos ambos de habla pimana, que en su aislamiento físico con respecto a ellos —han vivido históricamente más allá del Gran Desierto de Altar— les llevó a interactuar de una forma más acentuada con los pueblos yumanos. Fuentes históricas señalan que los areneños tuvieron relaciones cordiales con los cucapá, los quechanos y los halchidhoma, pueblos cuyos territorios se encuentran sobre el curso de los ríos Colorado y Gila. 

## Ubicación geográfica
El territorio de los areneños se encontraba en la zona comprendida entre el río Gila al norte, el río Colorado al poniente y el Golfo de California al sur. Dentro de esta región se encuentra el Gran Desierto de Altar. Se trata de una región de gran aridez con escasas fuentes de agua y vegetación. 

## Historia
Al parecer, los ancestros de los areneños vivieron en la región de la Sierra del Pinacate (Sonora) desde antes de la llegada de los españoles. Por eso se les suele atribuir la introducción de las herramientas líticas que se han encontrado en ese lugar. Eran nómadas y vivían de la cacería, la recolección y la pesca. Cuando entraron en contacto con los europeos, los areneños mantenían un comercio muy intenso con los pueblos yumanos que vivían en el Delta del Colorado. Jamás produjeron cerámica, puesto que los únicos restos de ese material hallados en su territorio son de origen yumano. 
Hoy día, los areneños viven en el sur de Arizona y, a diferencia de otros pueblos indígenas, no son reconocidos como una nación indígena independiente por el gobierno de Estados Unidos. Los pápagos mantienen con ellos, comparten su territorio y poseen un comité para tratar asuntos relacionados con los areneños. En 2009, los areneños que viven en Arizona compraron 642 acres (2.5 km² aproximadamente) de terreno para establecer su comunidad cerca de Why.